# Meijin femminile 35
La 35ª edizione del Meijin femminile si è disputato tra il 2 novembre 2023 e il 17 aprile 2024; il torneo di selezione della sfidante ha visto la vittoria di Fujisawa Rina Honinbo femminile, che ha sconfitto per 2–0 in finale la detentrice del titolo, Ueno Asami Meijin femminile.
La competizione è organizzata dalla Nihon Ki-in, col sostegno della Medical corporation association Saitama-Kyojunokai e della Total Medical Service Co., e la collaborazione della Kansai Ki-in.

## Torneo per la selezione della sfidante
Il torneo per la selezione della sfidante ha visto la partecipazione di sette goiste, di cui quattro (Fujisawa Rina Honinbo femminile, Nakamura Sumire Kisei femminile, Nyu Eiko Saikyo femminile, e Ueno Risa 2d) hanno avuto un posto in virtù del piazzamento ottenuto nella lega dell'edizione precedente, mentre tre (Xie Yimin 7d, Izawa Akino 5d e Hoshiai Shiho 3d) si sono qualificate tramite un torneo preliminare.
| Giocatrice               | Fujisawa Rina | Nakamura Sumire | Nyu Eiko | Ueno Risa | Xie Yimin | Izawa Akino | Hoshiai Shiho | Risultato | Risultato  |
| ------------------------ | ------------- | --------------- | -------- | --------- | --------- | ----------- | ------------- | --------- | ---------- |
| Fujisawa Rina Honinbo f. | -             | B+0,5           | N+R      | B+R       | N+R       | B+R         | N+R           | 6–0       | Sfidante   |
| Nakamura Sumire Kisei f. | X             | -               | B+R      | N+3,5     | B+R       | N+R         | B+R           | 5–1       | 2          |
| Nyu Eiko Saikyo          | X             | X               | -        | X         | X         | B+R         | N+R           | 2–4       | Retrocessa |
| Ueno Risa 2d             | X             | X               | N+R      | -         | X         | N+R         | B+4,5         | 3–3       | 4          |
| Xie Yimin 7d             | X             | X               | B+2,5    | N+R       | -         | B+R         | N+R           | 4–2       | 3          |
| Izawa Akino 5d           | X             | X               | X        | X         | X         | -           | B+1,5         | 1–5       | Retrocessa |
| Hoshiai Shiho 3d         | X             | X               | X        | X         | X         | X           | -             | 0–6       | Retrocessa |

## Finale
La finale è una sfida al meglio delle tre partite tra la campionessa in carica Ueno Asami Meijin femminile e la vincitrice del torneo per la sfidante, Fujisawa Rina Honinbo femminile. Questa finale è la riproposizione delle finali della 32ª e della 34ª edizione, che hanno visto vincere Fujisawa e Ueno rispettivamente; per Fujisawa si tratta anche della settima finale consecutiva in questa competizione.
| Giocatrice               | 1 14 aprile Chiyoda | 2 17 aprile Chiyoda | 3 19 aprile Chiyoda | T |
| ------------------------ | ------------------- | ------------------- | ------------------- | - |
| Ueno Asami Meijin f.     |                     |                     |                     | 0 |
| Fujisawa Rina Honinbo f. | B+R                 | N+R                 |                     | 2 |

Per Fujisawa si tratta del sesto titolo; si è presa la rivincita su Ueno, che le aveva strappato il titolo nell'edizione precedente.